# Witzmannsmühle
Witzmannsmühle ist ein Gemeindeteil des Marktes Dürrwangen im Landkreis Ansbach (Mittelfranken, Bayern). Witzmannsmühle liegt in der Gemarkung Haslach.

## Geografie
Der Weiler liegt am rechten Ufer der Sulzach dem Weiler Angerhof gegenüber und ist von Acker- und Grünland mit vereinzeltem Baumbestand umgeben. Die Staatsstraße 2220 führt nach Matzmannsdorf (4 km nordöstlich) bzw. nach Dinkelsbühl zur Bundesstraße 25 (7,5 km südwestlich). Die Kreisstraße AN 53 führt am Angerhof vorbei nach Dentlein am Forst (4,6 km nördlich). Eine Gemeindeverbindungsstraße führt nach Haslach zur AN 41 (0,8 km südlich).

## Geschichte
Durch den Ort verlief die Fraischgrenze, die sich an der Straße Dinkelbühl-Bechhofen orientierte. Nördlich der Straße war das ansbachische Oberamt Feuchtwangen zuständig. Dort befand sich eine Mahl- und Schneidmühle, die die Reichsstadt Dinkelsbühl als Grundherrn hatte. Südlich der Straße war das ansbachische Oberamt Wassertrüdingen zuständig. Dort befand sich eine Wirtschaft mit Zollstätte, die das oettingen-spielbergische Oberamt Dürrwangen als Grundherrn hatte. Die Fraisch wurde auch vom Oberamt Dürrwangen beansprucht, die Reichsstadt Dinkelsbühl wollte sie auf ihrem Anwesen geltend machen. Gegen Ende des 18. Jahrhunderts gab es 4 Anwesen. Grundherren waren das Oberamt Dürrwangen (1 Wirtschaft mit Zollhaus, 2 Halbhöfe) und die katholische Kirchenpflege der Reichsstadt Dinkelsbühl (1 Mühle). Von 1797 bis 1808 unterstand der Ort teils dem Justiz- und Kammeramt Feuchtwangen, teils dem Justiz- und Kammeramt Wassertrüdingen.
Infolge des Gemeindeedikts wurde Witzmannsmühle 1809 dem Steuerdistrikt Dürrwangen und der Ruralgemeinde Halsbach zugeordnet. Mit dem Zweiten Gemeindeedikt (1818) wurde sie in die neu gebildete Ruralgemeinde Haslach umgemeindet. Am 1. Mai 1978 wurde Witzmannsmühle im Zuge der Gebietsreform in Bayern nach Dürrwangen eingegliedert.

### Baudenkmal
- Haus Nr. 9: Ehemalige Mühle, ehemals erdgeschossiger Putzbau des 18. Jahrhunderts, Aufstockung und Satteldach 1844.[12]

### Einwohnerentwicklung
| Jahr      | 001818 | 001840 | 001861 | 001871 | 001885 | 001900 | 001925 | 001950 | 001961 | 001970 | 001987 | 001995 | 002005 | 002011 | 002017 |
| Einwohner | 20     | 23     | 23     | 22     | 31     | 25     | 26     | 35     | 20     | 34     | 42     | 29     | 26     | 22     | 23     |
| Häuser    | 4      | 4      |        |        | 5      | 5      | 4      | 6      | 5      |        | 8      |        |        |        |        |
| Quelle    | [ 14 ] | [ 15 ] | [ 16 ] | [ 17 ] | [ 18 ] | [ 19 ] | [ 20 ] | [ 21 ] | [ 22 ] | [ 23 ] | [ 24 ] |        |        |        | [ 1 ]  |

## Religion
Der Ort ist seit der Reformation evangelisch-lutherisch geprägt und bis heute nach Zur Lieben Frau (Dorfkemmathen) gepfarrt. Die Katholiken sind nach St. Peter und Paul (Halsbach) gepfarrt.